# Un homme à domicile
Un homme à domicile est une sitcom française en 61 épisodes de 26 minutes  réalisée par Georges Bensoussan et Nicolas Cahen, produite par Jean-François Porry, donc issue des séries d'AB Productions et diffusée du 3 juillet au 4 août 1995 sur France 2.
Peu diffusée par la suite, la série est rediffusée depuis 2005 sur la chaîne AB1, et en Belgique sur les chaines AB3 et AB4.
Depuis mai 2021, l'intégralité de la série est disponible sur la plateforme gratuite Pluto TV.

## Synopsis
Élisabeth, une femme divorcée, vit avec ses trois enfants, Marie, Gédéon et Élise, et sa mère Estelle, qui fait tout pour que sa fille rencontre à nouveau des hommes. Marie ramène un soir Phil, un sans domicile fixe, à la maison. Élisabeth lui offre alors un emploi d'"homme à tout faire", et il est rapidement adopté par toute la famille.

## Distribution
- Manoëlle Gaillard : Elisabeth
- Pierre-Jean Chérer : Phil
- Marie Roversi : Elise
- Cassandre Guéraud : Marie
- Virginie Pradal : Estelle
- Morgan Vasner : Gédéon
- Charlotte Julian : Carmen
- Denis Chérer : Patrice le frère de Phil (l'a laissé tomber quand Phil est devenu SDF)

## Épisodes
1. L'Adoption
2. Un homme trop parfait
3. Reconnaissance
4. Un vrai pote
5. Un dimanche comme les autres
6. Fraternité
7. Une amie très chère
8. Chagrin d'amour
9. Une patiente impatiente
10. L'Intrus
11. Le Play-boy
12. Le Fiancé
13. Le Trou
14. Le Vicomte de Bragelonne
15. La Cousine
16. L'Amoureux secret
17. Peine de cœur
18. Superstition
19. Le Vase
20. Le Vin
21. Le Téléphone
22. Prise d'otages
23. L'Oncle André
24. La Grève
25. La Copine
26. La Secte
27. Le quatre quart
28. Un bon sujet
29. Un beau couple
30. Le Pull angora
31. Dispute
32. Drôle d'anniversaire
33. Rencontre
34. Consommation
35. La Fan
36. Tout peut arriver
37. Le Jour de repos
38. Le Dealer
39. Rollers
40. Un dîner imprévu
41. L’Étranger
42. Le Rêve
43. Carmen et les hommes
44. La valise d'Estelle
45. Un ticket pour l'Amazonie
46. Et de deux !
47. L'Amour de l'art
48. Sacrée bouteille
49. La Grande Zoa
50. Couché, pas bouger
51. La Veuve au Bonsaï
52. La Boum
53. SOS animaux
54. La vie est trop dure
55. Rêves pour tous
56. Gentleman cambrioleur
57. Le Rêve américain
58. Le Recrutement
59. Le Secret de Phil
60. Demain peut-être
61. À nous les petites françaises

## Anecdote
Le décor de la série reprend celui d'une autre série qui venait de prendre fin : Le Miel et les Abeilles. Dans cette dernière, le jaune domine l'intérieur de cette maison bourgeoise. Dans un Homme à Domicile, l'intérieur se veut encore plus bourgeois, et des tons de bleu et de gris, remplacent le jaune.